# Museu de Vestits de Paper
El Museu dels Vestits de Paper és un museu ubicat a Mollerussa i que destaca per la seva col·lecció de vestits fets en paper.

## Història
Des de mitjan segle xx, a Mollerussa se celebra anualment el Concurs Nacional de Vestits de Paper. Amb el temps, es va anar configurant una petita col·lecció amb alguns dels vestits més destacats, que es van exposar alguna vegada al Teatre de l'Amistat, espai on tradicionalment s'havia celebrat el concurs i on va començar la tradició.
El 1998 l'Ajuntament del municipi va començar a encarregar-se de la gestió del teatre, del concurs i dels vestits, i al cap de poc temps la col·lecció es va ubicar a les Galeries Sant Jordi, amb la voluntat d'esdevenir un museu. El 2009 es va inaugurar l'edifici actual del museu i el museu com a tal, coincidint amb l'edició d'aquell any del concurs de vestits. L'edifici es va ubicar al costat del teatre.

## Col·lecció
La col·lecció exposada de manera permanent consta de més de 80 vestits, i també s'hi explica la història del concurs i els seus inicis. Aquesta creix anualment amb els vestits més destacats de l'edició de cada concurs. També realitza exposicions temporals, sovint d'artistes locals.